# Brach (Libia)
Brach (in arabo براك‎?, al-Birāq) è una città della Libia centro-orientale, nella regione del Fezzan.
Brach si trova nella oasi omonima, sulla estremità sud-est dell'altopiano roccioso di al-Hammadah al-Hamra', a circa 350 metri di altezza, lungo il corso del uadi esc-Sciati. È separato da Sebha, che si trova a circa 6 km a sud, dal deserto sabbioso dell'erg di Ubari. Brach è ad un crocevia tra la strada che collega Adiri ad est con quella nord-sud che collega Sebha con Tripoli e la costa mediterranea.
L'oasi di Brach è molto fertile in quanto l'area si trova al di sopra del più grande sistema di acqua fossile del mondo, detto Nubian Sandstone Aquifer System. Le principali coltivazioni riguardano le palme da dattero.
A Brach ha sede un istituto tecnico della Università della Libia che ha le sue sedi principali a Bengasi e Tripoli.

## Storia
Brach fu occupata una prima volta delle truppe italiane comandate dal colonnello Miani il 15 dicembre del 1913, durante le campagne militari condotte nel Fezzan successivamente alla guerra italo-turca, per sedare la ribellione delle popolazioni indigene aiutate e supportate da guarnigioni turche guidate dal comandante Enver Bey che erano restate in Libia anche dopo la firma del trattato di pace.
Allo scoppio della prima guerra mondiale, l'Italia si trovò in difficoltà nel mantenere il controllo sui suoi presidi nel Fezzan, dove peraltro l'attività dei ribelli Senussi era sempre viva e alimentata dalla Turchia, alleata degli imperi centrali. Nel dicembre del 1914 pertanto tutti i presidi militari italiani furono abbandonati, compreso quello di Birak ove erano state concentrate le forze prima del ripiegamento.
Dopo la fine della prima guerra mondiale, con l'avvento in Italia del fascismo, furono condotte delle campagne militari per la riconquista della Libia. Nel periodo novembre 1929 - febbraio 1930, le truppe italiane al comando del Maresciallo Badoglio effettuarono una serie di operazioni militari che portarono alla totale riconquista del Fezzan. La Colonna dello Sciueref, comandata dal Duca delle Puglie, entrò in Birak il 5 dicembre 1929 e vi lasciò un presidio militare affidato al tenente colonnello Natale.